# Condado de White Pine
El condado de White Pine (en inglés: White Pine County) fundado en 1869 es un condado en el estado estadounidense de Nevada. En el 2006 el condado tenía una población de 9,542 habitantes. La sede del condado es Ely.

## Geografía
Según la Oficina del Censo, el condado tiene un área total de 23 042 km² (8896,5 mi²), de la cual 22 989 km² (8876,1 mi²) es tierra y 53 km² (20,5 mi²) (0.23%) es agua.

## Demografía
Según el censo en 2000, hubo 9,181 personas, 3,282 hogares, y 6,461 familias residiendo en el condado. La densidad poblacional era de 0,4 km² (0,2 mi²). En el 2000 había 4,439 unidades unifamiliares en una densidad de 0,5 km² (0,2 mi²). La demografía del condado era de 86.35% blancos, 4.14% afroamericanos, 3.29% amerindios, 3.6% asiáticos, 0.24% isleños del Pacífico, 3.09% de otras razas y 2.10% de dos o más razas. 10.98% de la población era de origen hispano o latino de cualquier raza.
La renta per cápita promedia del condado era de $36,688, y el ingreso promedio para una familia era de $44,136. En 2000 los hombres tenían un ingreso per cápita de $36,083 versus $26,425 para las mujeres. El ingreso per cápita para el condado era de $18,309 y el 11% de la población estaba bajo el umbral de pobreza nacional.

## Ciudades y pueblos
- Baker
- Cherry Creek
- Crosstimbers
- East Ely
- Ely
- Lages Station
- Lund
- Majors Place
- McGill
- Preston
- Reipetown
- Ruth
- Schellbourne
- Strawberry